# Gregory Parkes
Gregory Lawrence Parkes (ur. 2 kwietnia 1964 w Mineola w stanie Nowy Jork) – amerykański duchowny katolicki, biskup diecezji Saint Petersburg od 2017.

## Życiorys

### Prezbiterat
Święcenia kapłańskie otrzymał 26 czerwca 1999 i został inkardynowany do diecezji Orlando. Pracował głównie jako duszpasterz parafialny, był też wikariuszem generalnym diecezji oraz kanclerzem ds. kanonicznych.

### Episkopat
20 marca 2012 papież Benedykt XVI mianował go biskupem diecezji Pensacola-Tallahassee. Sakry udzielił mu metropolita Thomas Wenski.
28 listopada 2016 został mianowany biskupem diecezji Saint Petersburg. Ingres odbył się 4 stycznia 2017.